# Itàlia Viva
Itàlia Viva (IV) és un partit polític liberal a Itàlia fundat el setembre de 2019. El partit està liderat per Matteo Renzi, un antic primer ministre d'Itàlia i antic secretari del Partit Democràtic (PD). A partir de 2021, Italia Viva és membre del Partit Demòcrata Europeu.

## Història
El 16 de setembre de 2019, en una entrevista a la Repubblica, Renzi va anunciar la seva intenció de deixar el PD i crear un nou partit. El mateix dia, en una altra entrevista en el programa de televisió nocturn Porta a Porta, va anunciar oficialment Italia Viva. En l'entrevista també va confirmar el seu suport al govern de Conte. Així, el van seguir inicialment 24 diputats i 12 senadors del PD. Tres senadors més es van incorporar respectivament procedents de Força Itàlia (FI), del Partit Socialista Italià (PSI) i del M5S, mentre que un diputat es va incorporar des de la Llista Cívica Popular, augmentant les xifres a 25 diputats i 15 senadors totals. Més endavant s'incorporaria un eurodiputat, obtenint així representació al Parlament Europeu.
L'escissió va ser fortament criticada des de diferents sectors, Zingaretti del PD la va descriure com un "error",  mentre que Dario Franceschini ho va qualificar de "gran problema", Beppe Grillo, fundador de l'M5S, "d'acte de narcisisme" i el primer ministre Conte també va declarar la seva perplexitat, dient que Renzi "hauria d'haver-lo informat abans del naixement del govern".
La columna vertebral del nou partit es va basar en gran manera en Retorn al Futur, un moviment liberal que va liderar Renzi dins del PD entre el 2018 i el 2019, considerat ja llavors com el pas inicial d'un nou partit.
Al gener de 2021 el partit va retirar el seu suport al govern de Conte, provocant una crisi política que acabaria amb la formació del nou govern de Mario Draghi. Posteriorment, per a les eleccions de 2022 van formar una coalició amb Acció de Carlo Calenda, amb la qual obtindrien el 7.79% dels vots, amb 21 diputats i 9 senadors. Tot i que inicialment van formar un grup parlamentari conjunt i pretenien federar els partits, fruit de diferències polítiques i dels mals resultats en les eleccions regionals de Llombardia, Laci i Friül-Venècia Júlia, les dues organitzacions van abandonar la idea d'unificar els partits, trencant el pacte i els grups parlamentaris conjunts. Una part d'Itàlia Viva es va escindir creant els Popolari Europeisti Riformatori, que acabaria poc després integrant-se en Acció. Així, la seva presència institucional baixaria als 9 diputats, 7 senadors i 1 eurodiputat, lluny de les xifres inicials.

## Resultats electorals

### Eleccions legislatives
| Any  | Líder        | Vots              | %                 | Diputats | +/- | Vots              | %                 | Senadors | +/− |
| ---- | ------------ | ----------------- | ----------------- | -------- | --- | ----------------- | ----------------- | -------- | --- |
| 2022 | Matteo Renzi | Coalició Acció-IV | Coalició Acció-IV | 9 / 400  | Nou | Coalició Acció-IV | Coalició Acció-IV | 7 / 200  | Nou |

### Parlament Europeu
| Any  | Líder        | Vots        | %           | Escons | +/– | Grup |
| ---- | ------------ | ----------- | ----------- | ------ | --- | ---- |
| 2024 | Matteo Renzi | Dins de SUE | Dins de SUE | 0 / 76 | Nou | –    |

### Consells Regionals
| Regió               | Any  | Vots                       | %                          | Escons | +/− | Govern            |
| ------------------- | ---- | -------------------------- | -------------------------- | ------ | --- | ----------------- |
| Vall d'Aosta        | 2020 | Coalició AV-SA-IV          | Coalició AV-SA-IV          | 0 / 35 | –   | Extraparlamentari |
| Llombardia          | 2023 | Coalició Acció-IV          | Coalició Acció-IV          | 2 / 80 | 2   | Oposició          |
| Vèneto              | 2020 | Coalició PSI-PRI-IV        | Coalició PSI-PRI-IV        | 0 / 51 | –   | Extraparlamentari |
| Friül-Venècia Júlia | 2023 | Coalició Acció-IV          | Coalició Acció-IV          | 0 / 48 | –   | Extraparlamentari |
| Emília-Romanya      | 2024 | Dins Cívics amb De Pascale | Dins Cívics amb De Pascale | 0 / 50 | 1   | Extraparlamentari |
| Ligúria             | 2020 | Coalició PSI-+E-IV         | Coalició PSI-+E-IV         | 0 / 41 | –   | Extraparlamentari |
| Toscana             | 2020 | Coalició IV-+E             | Coalició IV-+E             | 2 / 41 | 2   | Coalició          |
| Laci                | 2023 | Coalició Acció-IV          | Coalició Acció-IV          | 2 / 51 | 2   | Oposició          |
| Pulla               | 2020 | 18,025 (14è)               | 1.1                        | 0 / 51 | –   | Extraparlamentari |
| Campània            | 2020 | 173,870 (5è)               | 7.4                        | 4 / 41 | 4   | Coalició          |
| Sicília             | 2022 | Coalició Acció-IV          | Coalició Acció-IV          | 0 / 70 | –   | Extraparlamentari |